# Понтелонго
Понтелонго, Понтелонґо (італ. Pontelongo, вен. Pontełongo) — муніципалітет в Італії, у регіоні Венето, провінція Падуя.
Понтелонго розташоване на відстані близько 380 км на північ від Рима, 33 км на південний захід від Венеції, 21 км на південний схід від Падуї.
Населення — 3868 осіб (2014).

## Демографія
Населення за роками:

Станом на 1 січня 2023 року в муніципалітеті офіційно проживали 563 іноземці з 29 країн, серед них 112 громадян країн Євросоюзу та 20 громадян України.

## Сусідні муніципалітети
- Арцергранде
- Боволента
- Бруджине
- Кандіана
- Кодевіго
- Корреццола
- Пьове-ді-Сакко